# Рыцарский пояс

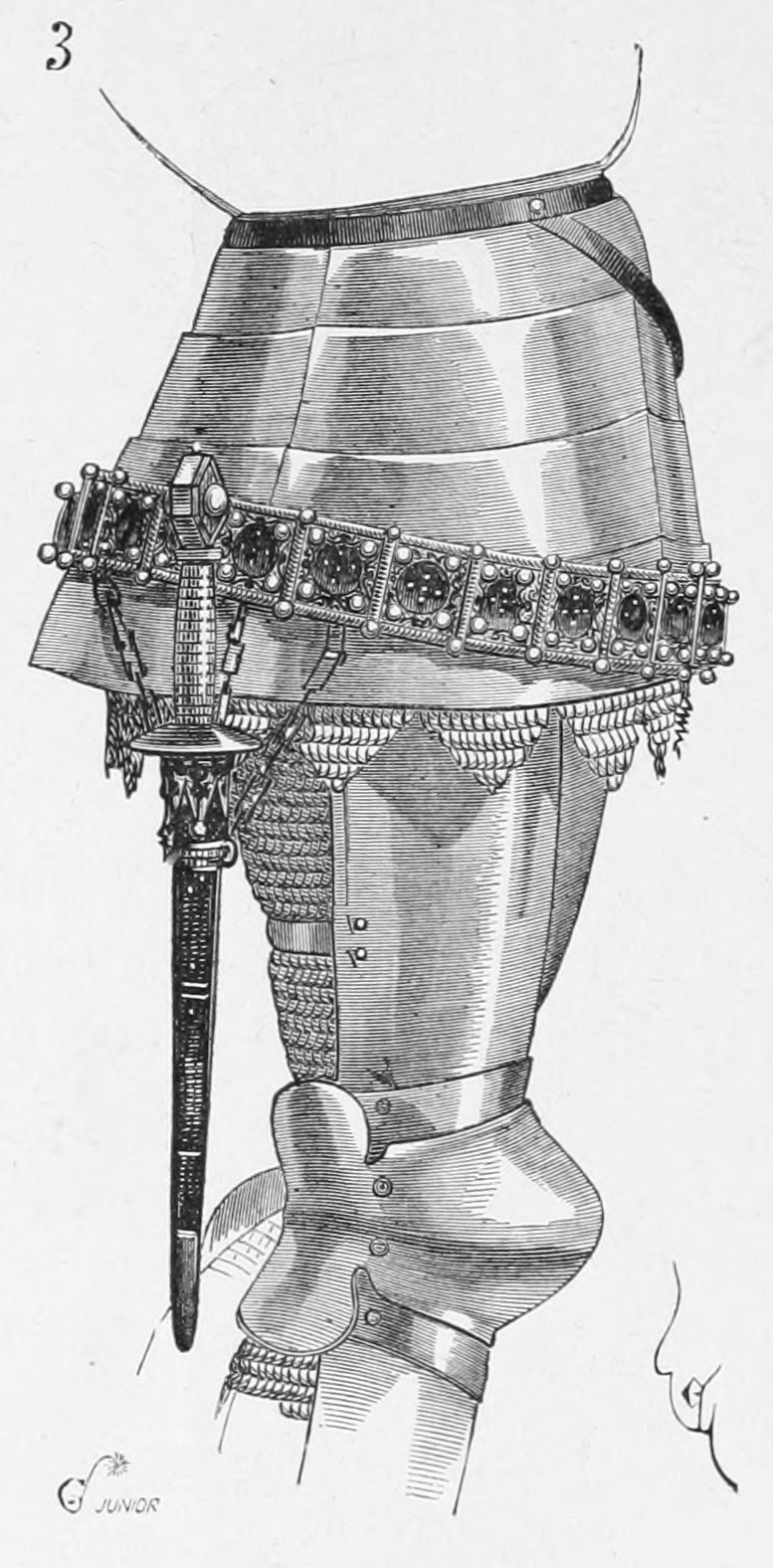

Рыцарский пояс (лат. cingulum militare — «воинский, или рыцарский пояс») — разновидность пояса, носившаяся представителями высшего сословия Западной Европы в XIV—XV веках.
Такие пояса вошли в моду после 1360 года, мужчины и женщины носили их с гражданской одеждой до 1410 года, также они носились с доспехами. Ношение пояса с доспехами продержалось несколько дольше, чем с гражданским костюмом — до середины XV века. У знатных женщин пояс мог быть частично скрыт верхним сюрко, но всё же его было видно в широких боковых вырезах доходивших до верхней части бёдер.
Состоял из соединённых между собой или нашитых на кожаный ремень богато украшенных металлических пластин, обычно квадратной формы, центральная пластина была, как правило, крупнее остальных и могла быть оформлена в другом стиле. Застёжка скрытая, материалом могли служить позолоченное серебро или медь. В центре каждой пластины находился декоративный элемент — например, изображение герба, выложенное эмалью; для украшения могли использоваться и драгоценные камни. Носился на бёдрах, довольно низко, — вероятно, его фиксировали на одежде каким-то образом. В случае ношения с доспехами на пояс могли подвешивать меч и кинжал. Меч или подвешивался с помощью кожаных ремешков, прикреплённых к задней части устья ножен, или же вешался на крючок, закреплённый на поясе, кольцом, находящимся в той же точке ножен. Крючок, в свою очередь, крепился или непосредственно к поясу, или к короткому вертикальному отрезку из нескольких пластин, свисающих с него, сделанных в том же стиле и соединённых между собой таким же образом, что и пластины самого пояса.